# ガーナサッカー協会
ガーナサッカー協会（ガーナサッカーきょうかい、Ghana Football Association、GFA ）は、アクラに本拠を置くガーナのサッカー統括団体。
1957年に設立された協会は、汚職が発覚した後、2018年6月7日に一時的に解散され 、2019年10月に新たにクルト・オクラクを会長に選出して、FIFA正規化委員会の作業が完了すると協会が再設立された。
2019年11月に副会長にマーク・アッドが選出された。

## 沿革

### ゴールドコーストサッカー協会
前身となるゴールドコーストサッカー協会（Gold Coast Football Association）は、1920年に設立された、アフリカで最も古いサッカー統括団体の1つ。記録によると、ケープ・コーストとアクラは、英領ゴールド・コーストで正式なリーグを主催した最初の植民地都市だった。 1915年のソフトスタートの後、リーグは1922年に始まり、アクラ・ハーツ・オブ・オークが優勝し、安倉においてフットボールリーグを創設したゴードン・グギスバーグ卿にちなんで名付けられた「グギスバーグシールド」を獲得した。
この地域におけるサッカーは19世紀の終わり近くにヨーロッパの商人によってもたらされた。商人はそれまでに沿岸地域を征服し、貿易を促進するために砦や城を建設しました。余暇には、船乗りたちは自分たちの間で、そして先住民とサッカーをしていた。
サッカーの人気は海岸に沿って急速に広がり、1903年にケープ・コーストのフィリップ・クオーク・ガバメント・ボーイズ・スクールの当時の校長で、ジャマイカ生まれの英国市民であるブリトンによって最初のサッカークラブであるエクセルシオール (Excelsior) が結成された。ゲームの人気が高まるにつれ、アクラ・ハーツ・オブ・オーク、アクラ・スタンドファスト (Accra Standfast)、ケープ・コースト・ヴェノモスヴァイパース (Cape Coast Venomous Vipers)、ケープ・コースト・ミステリアスドワーフス、セコンディ・ハサカスFC、セコンディ・イレブンワイズなど、他のアマチュアクラブが海岸沿いに結成された。

### ゴールドコーストアマチュアサッカー協会
1952年、ゴールドコースト政府は条例14を制定し、ゴールドコーストアマチュアスポーツ評議会を設立、ゴールドコースト政府にサッカーを含むすべてのアマチュア協会を管理する法的権限を付与した。
サッカーの人気が全国に広がるにつれ、既存のクラブは1930年の終わりごろに集まり、リチャード・マーブオ・アクウェイを会長に選出した。
1950年代の半ばにかけて、オヘネ・ジャンが率いるグループは、アクウェイの不正を非難し、ガーナサッカーの成長を支えるべき彼の能力に疑問を呈した。彼らは、ゴールドコーストの知事であるチャールズ・アーデンクラーク卿とパイオニアスポーツオーガナイザーであるジョセフ・ラナドゥライに、アクウェイによるアマチュアサッカー協会の不正についての請願書を提出しました。請願が取り扱われている間、オヘネ・ジャンは「サッカー革命」を主導し、1957年にアクウェイを会長の座から降ろすことに成功した。

### ガーナアマチュアサッカー協会
1957年、オヘネ・ジャンはサッカー協会の書記長に選出され、ガーナアマチュアサッカー協会が正式に設立された。協会は1958年に国際サッカー連盟 (FIFA) に、1960年にアフリカサッカー連盟 (CAF) に加盟し、国内統括団体としての承認を得た。
ジャンは、製薬会社のMerrs RR Harding and Companyからの最初のガーナFAカップ大会のスポンサーシップを得る。同年、彼は代表チームのために駐在員のコーチ、ジョージ・エインズリーのサービスを確保することに成功した。その後、1959年に、ガーナが1960年7月1日に共和国になる前に、彼は再び最初の全国リーグの組織化に成功した。

### ウィネバ宣言
1993年のウィネバ宣言を通じて、ガーナのサッカークラブはアマチュアの地位を取り下げることが出来るようになった。専門家チームにより、クラブは会社法（1963年法律179号）に基づいて有限責任会社として法人化された。
2004年にはアクラ・ハーツ・オブ・オークの元代表で政治家であるニャホ・ニャホ＝タマクローが会長に主任したが、評議会との対立により1年で会長職を辞している。

### 解散
覆面ジャーナリストであるアナス・アレメヤウ・アナスが審判と協会の職員は賄賂を受け取る場面を撮影しGFA並びにガーナのサッカー全般の汚職を暴露すると、GFAは2018年6月7日に即時解散を決定した。スポーツ大臣のアイザック・クワメ・アシアマは、GFAの前会長であるクウェシ・ニャンタキに対し、GFAの全ての関連組織の解散を命令。国際サッカー連盟 (FIFA) はガーナ政府に対しGFAへの解散命令を止めるよう要請し、GFAの改革に協力することを申し出る一方で、GFAのFIFAでの資格を停止（このため2026 FIFAワールドカップ開催地決定投票へ参加できなかった）。GFAは2019年8月に再開した。

### 再結成と運用
2019年10月に選挙が行われ、6人の立候補者の中からクルト・オクラクを会長に選出した 。2019年11月、ヒラリー・ボアテング (Hilary Boateng) を議長に、ロザリンド・アモ (Rosalind Amoh) を副議長に、ナナ・アバ・アナモア、クレオパトラ・ニア (Cleopatra Nsia)、ジェリー・ドグバッセ (Jerry Dogbatse)、ナナ・ポク・フォス・ギアブールII世 (Nana Poku Fosu Geabour II)、クリスチャン・アイザック・メンサ (Christian Isaac Mensah) を委員とした女子リーグ委員会が結成された 。2020年1月、プロスパー・ハリソン・アド (Prosper Harrison Addo) が書記長に任命された 。1月上旬、新たなスタートを切り、チームのパフォーマンスを向上させることを目的としてガーナ全代表チームの技術チームを解散した 。
解散に伴い、チャールズ・アコナーを男子代表監督に、マーシー・タゴエを女子代表監督に新たに任命した 。ナショナルチーム部門がGFAの外部組織に追加され、副書記であるアレックス・アサンテが代表代理に任命された。2020年9月、スポーツ仲裁裁判所は、とりわけ2019年10月に行われたガーナサッカー協会の代表選挙を無効を訴えたオセイ・パーマーによる上訴を退けた。

## パートナーシップ
2020年10月、GFAはスポーツ用品販売のデカスロン・ガーナ (Decathlon Ghana) と契約を結び、デカスロン・ガーナは男子代表のキットその他のマーチャンダイジング製品の公式小売パートナーとなった。

## ガーナ代表
GFAは1960年にCAFに加盟、1963年にアクラでのアフリカ統一機構 (OAU) 首脳会議に合わせてガーナで行われたアフリカネイションズカップ1963で初優勝。続く1965年にチュニジアで行われたアフリカネイションズカップ1965でも優勝し連覇を達成する。
その後しばらく優勝からは遠ざかるが、再び地元ガーナで開催されたアフリカネイションズカップ1978で13年ぶり3回目の優勝。1978年に第13回アフリカネイションズカップを主催して優勝し、4年後、リビアで行われたアフリカネイションズカップ1982で2大会ぶり4回目の優勝を果たす。アフリカネイションズカップの優勝4回は、7回優勝のエジプト、5回優勝のカメルーンに次ぐ成績である。1990年代以降は優勝経験が無いが、3回（1992・2010・2015）の決勝進出を果たしており、うち2回はPK戦の末敗れている。
（年齢無制限の）FIFAワールドカップの出場権は2006年まで獲得できなかったが、ユースレベルでは大きな成功を収めており、 FIFA U-17ワールドカップでは2度のタイトルを獲得し、準優勝も2回成し遂げている。また、 FIFAワールドユース選手権（現・FIFA U-20ワールドカップ）でも2回準優勝している。2009年にはエジプトで行われたU-20ワールドカップでブラジルを下して初優勝し、アフリカ諸国（CAF加盟国）で初めてFIFA U-20ワールドカップで優勝した国となった。
1992年のバルセロナオリンピックでは銅メダルに輝き、アフリカ諸国（CAF加盟国）で初めてオリンピックのサッカー競技でメダルを獲得した国となった。
女子サッカーに関しては、「ブラッククイーンズ」の異名を持つ女子代表がFIFA女子ワールドカップに3回出場している。